# Sint-Aleidiskerk (Sint-Pieters-Woluwe)

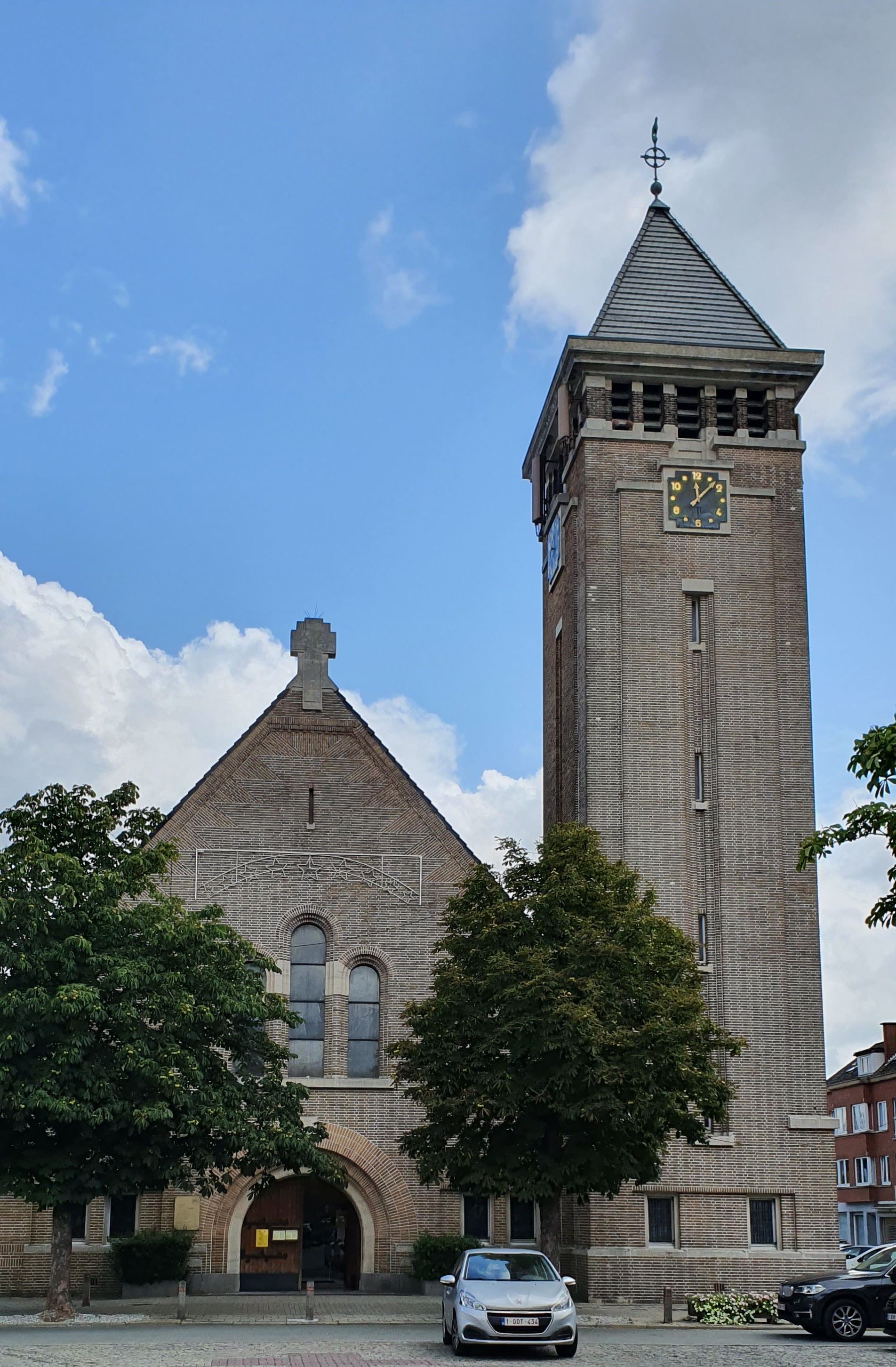
Sint-Aleidiskerk

De Sint-Aleidiskerk (Frans: Église Sainte-Alix) is een kerkgebouw in de Belgische gemeente Sint-Pieters-Woluwe in het Brussels Hoofdstedelijk Gewest. De kerk staat aan het Sinte-Aleidisvoorplein in de wijk Mooi-Bos.
Het kerkgebouw is gewijd aan Aleidis van Schaarbeek.

## Geschiedenis
Rond 1949 werd de kerk gebouwd naar het ontwerp van Léonard Homez.

## Gebouw
Het georiënteerde bakstenen kerkgebouw bestaat uit een kerktoren, schip met vier traveeën, een transept en een recht gesloten koor met een travee. De toren is in de front naast de lengte-as geplaatst en wordt gedekt door een tentdak. Het schip en het koor worden gedekt door een zadeldak, maar het koor heeft een lagere noklijn. De dwarsbeuken hebben een verlaagde nok.